# 애정산맥
"애정산맥"은 한국에서 제작된 이만흥 감독의 1953년 영화이다. 이집길 등이 주연으로 출연하였고 박동섭 등이 제작에 참여하였다.

## 출연

### 주연
- 이집길
- 이희숙
- 구종석
- 김유희

## 기타
- 조명: 고해진
- 녹음: 이경순
- 미술: 서옥두